# Abderrahim Harouchi
Abderrahim Harouchi (arabisch عبد الرحيم الهاروشي, DMG ʿAbd ar-Raḥīm al-Hārūšiyy; * 31. Januar 1944 in Casablanca; † 21. August 2011 ebenda) war ein marokkanischer Arzt und Politiker.

## Leben
Nach dem Schulbesuch absolvierte er ein Studium der Medizin und schloss dieses 1972 mit einem Diplom an der Universität Paris V ab, ehe er anschließend 1973 ein weiteres Diplom im Fach Kinderchirurgie erwarb. Nach seiner Rückkehr nach Marokko war er als Arzt tätig. 1985 erfolgte seine Berufung zum Dekan der Medizinischen Fakultät der Universität Casablanca.
1992 wurde er zum Minister für öffentliche Gesundheit in das Kabinett von Premierminister Mohammed Karim Lamrani und bekleidete dieses Amt auch unter dessen Nachfolger Abdellatif Filali zwischen 1994 und 1995. Danach war er zeitweise Mitglied des Konsultativrates für Menschenrechte, ehe er im Dezember 2002 Minister für soziale Entwicklung, Familien und Solidarität im Kabinett von Premierminister Driss Jettou wurde und dieses Amt bis Juni 2004 innehatte.
Harouchi, der an den Folgen einer längeren Krankheit verstarb, war außerdem zeitweise Präsident der Assoziation AFAK.